# Київська єпархія УПЦ (МП)
Київська єпархія — єпархія РПЦвУ. Об'єднує парафії і монастирі на території Бучанського, Фастівського, частково Вишгородського (Зона відчуження, Іванківська та Поліська селищні громади) та Обухівського (Васильківська, Обухівська та Українська міські громади) районів Київської області.
Кафедральний собор — трапезний храм, присвячений преподобним Антонію і Феодосію Печерським Києво-Печерської лаври (до 2022 року). З 2010 ведеться будівництво Свято-Воскресенського кафедрального собору.
Правлячим єпископом є глава РПЦвУ митрополит Онуфрій (Березовський). Згідно з рішенням РПЦвУ 25 вересня 2013 р. утворено Бориспільську єпархію, виділивши її зі складу Київської.
Керуючим Бориспільською єпархією з титулом Бориспільський і Броварський призначено митрополита Бориспільського Антонія, звільнивши його з посади вікарія Київської Митрополії.
До Бориспільської єпархії відійшли Баришівський, Бориспільський, Броварський, Вишгородський, Згурівський, Переяслав-Хмельницький та Яготинський райони Київської обл.

## Історія
Історія сучасної Київської єпархії бере початок від Київської митрополії у складі Константинопольського патріархату. Київська єпархія (або митрополія) вперше згадується в 891 році під 60-м номером у списку кафедр, підвідомчих патріарху Константинопольському, і 61-м номером у статуті імператора Лева (886—911 р.). Про заснування Київської єпархії, як кафедри митрополита області — Київської митрополії — до складу якої входив ряд єпархій, знову говориться у зв'язку з Хрещенням Русі при святому великому князі Володимирі у 988 році.
Після татарського розгрому Києва резиденція митрополита всієї Русі була перенесена 1299 року до Володимира-на-Клязьмі, а в 1325 році в Москву. При цьому глави митрополії продовжували титулуватися Київськими і всієї Русі, в Києві ж залишився вікарний єпископ.
З першої половини XIV століття в українських і литовських землях стали поставлятися свої митрополити, на противагу тим, що перебували в Москві. В 1458 році, митрополія остаточно розділилася надвоє: Київську на південному заході і Московську на північному сході.
У 1595 році Київська митрополія, за умовами Берестейської унії, була перетворена в Греко-Католицьку Київську митрополію.
У 1620 році православна митрополича кафедра була відновлена Константинопольською церквою в Києві.
У 1685—1686 році Київська єпархія, разом з усією Київською митрополією, була переведена зі складу Константинопольського Патріархату до складу Московського.
За указом царя Петра I Київські митрополити на початку XVIII століття стали іменуватися архієпископами. Так тривало до середини того століття, коли за указом імператриці Єлисавети Петрівни їм було знову подаровано митрополичий титул.
В XVII–XVIII століттях Київська єпархія складалася з двох частин на правому і лівому берегах Дніпра, в межах, які згодом відійшли до Чернігівської і Полтавської губерній. Більша частина єпархії називалася власне «Київською єпархією», а менша — «Закордонною».
У віданні Київського митрополита в XVIII столітті перебувала Варшавська капеланія в межах Польщі.
З 1918 року рішенням Помісного собору Російської Православної Церкви (1917—1918) Київські архієреї знову стають головами не тільки своєї єпархії, а й автономної церкви в межах України. Після її ліквідації за указом патріарха Тихона був встановлений Український екзархат.

### Правлячі архієреї Київської єпархії
- 1941—1943 — тимчасово керував єпископ Пантелеімон (Рудик);
- 15.07.1941-28.01.1944 — митрополит Миколай (Ярушевич);
- 12.02.1944-30.03.1964 — митрополит Іоанн (Соколов);
- 30.03.1964-24.04.1966 — митрополит Іоасаф (Лелюхін);
- 25.04.1966-14.05.1966 — тимчасово керував архієпископ Аліпій (Хотовицький);[2]
- 14.05.1966-27.05.1992 — митрополит Філарет (Денисенко), з 27.10.1990 — з титулом «Київський і всієї України».

Архієрейський собор РПЦ 25-27 жовтня 1990 року знову заснував формально самокеровану УПЦ МП з правами широкої автономії, у складі якої Київська єпархія є настоятельською і керується безпосередньо митрополитом Київським (за версією Москви).

### Київська єпархія
- 27.10.1990 — 04.1992 р.- митрополит Філарет (Денисенко)
- квітень— 27.05.1992 в/о предстоятеля УПЦ, митрополит Харківський Никодим (Руснак)
- 27.05.1992 — 5.07.2014 митрополит Володимир (Сабодан)
- липень — серпень 2014 — в/о з 17 серпня 2014 — предстоятель митрополит Онуфрій (Березовський)

## Вікаріатства
Станом на 2018 рік в єпархії було 11 вікаріатств:

### Київ
- Південне
- Південно-Східне
- Північне
- Східне
- Центральне: Київська область:
- Бородянське
- Васильківське
- Вишневське
- Ірпінське
- Макарівське
- Обухівське